# Pittore ultrafuturista
Pittore ultrafuturista (Art for a Heart) è un cortometraggio muto del 1914 diretto da Wilfred North (Wilfrid North) e Wally Van.

## Produzione
Il film fu prodotto dalla Vitagraph Company of America.

## Distribuzione
Distribuito dalla General Film Company, il film - un cortometraggio in una bobina - uscì nelle sale cinematografiche statunitensi l'11 marzo 1914. La Favorite Films lo distribuì in riedizione l'11 febbraio 1918.
In Italia, dove il film ottenne il visto di censura nº 3360, fu distribuito dalla Ferrari.